# Тихомиров, Алексей Григорьевич
Алексей Григорьевич Тихомиров — советский хозяйственный, государственный и политический деятель.

## Биография
Родился в 1923 году в деревне Сельцы Печетовской волости Корчевского уезда. Член КПСС.
Участник Великой Отечественной войны, командир минометного взвода. С 1944 года — на хозяйственной, общественной и политической работе. В 1944—1985 гг. — учитель в школе Сельцов, ответработник Калининского облоно, первый секретарь Центрального райкома комсомола города Калинина, первый секретарь Калининского горкома ВЛКСМ, партийный работник в районных и городской парторганизациях города Калинина. первый секретарь Пролетарского райкома КПСС города Калинина, председатель Калининского областного комитета народного контроля, секретарь Калининского обкома КПСС. 
Делегат XXIII съезда КПСС.
Умер в Твери в 2013 году.